# Culicinae
Sous-famille
Les Culicinae forment l'une des deux sous-familles existantes de diptères nématocères de la famille des Culicidae, l'autre étant celle des Anophelinae. Les Culicinae est la sous-famille regroupant le plus d'espèces de moustiques.

## Liste des tribus et genres
- tribu Aedeomyiini
  - Aedeomyia
- tribu Aedini
  - Aedes
  - Armigeres
  - Ayurakitia
  - Eretmapodites
  - Haemagogus
  - Heizmannia
  - Ochlerotatus
  - Opifex
  - Psorophora
  - Tanakaius
  - Udaya
  - Verrallina
  - Zeugnomyia
- tribu Culicini
  - Culex
  - Deinocerites
  - Galindomyia
  - Lutzia
- tribu Culisetini
  - Culiseta
- tribu Ficalbiini
  - Ficalbia
  - Mimomyia
- tribu Hodgesiini
  - Hodgesia
- tribu Mansoniini
- tribu Orthopodomyiini
  - Orthopodomyia
- tribu Sabethini
  - Isostomyia
  - Johnbelkinia
  - Limatus
  - Malaya
  - Maorigoeldia
  - Onirion
  - Runchomyia
  - Sabethes
  - Shannoniana
  - Topomyia
  - Trichoprosopon
  - Tripteroides
  - Wyeomyia
- tribu Uranotaeniini
  - Uranotaenia